# Knud Strømming
Knud Strømming, født Pedersen, var en dansk civilingeniør, der især blev kendt som amtsvejinspektør i det daværende Åbenrå Amt. Han opnåede stor anerkendelse for sin indsats for at forbedre vejnettet i Sønderjylland efter genforeningen i 1920.
Knud Strømming blev født d. 9. oktober 1898 på "Gravergården" i Vejringe, i Åstrup Sogn på Falster som søn af gårdejer Anders Pedersen og hustru Anna Katrine Marie, f. Larsen. Han døde 10. december 1948 i hjemmet i Aabenraa.
Knud Strømming blev uddannet som civiligeniør (Cand.Polyt.) i 1921.
Han blev gift d. 26. juli 1923 med Martha Elise Agnes Strøm. Kort før giftermålet, d. 7. juli 1923 tog han navneforandring til "Strømming-Pedersen", hvor "Strømming" var dannet ud fra Marthas pigenavn "Strøm". Fem år senere, d. 29. december 1928 tog de endnu engang navneforandring fra "Strømming-Pedersen" til "Strømming".
Martha og Knud startede deres samliv i Hillerød, hvor Martha var ansat som lærerinde ved Marie Mørks Skole, og hvor Knud var ansat ved Frederiksborg Amts Vejvæsen.
Siden flyttede Martha og Knud til Åbenrå, hvor Knud pr. 1. oktober 1928 blev ansat som landets yngste amtsvejinspektør (en stilling der nogenlunde svarer til en kommunaldirektør i vore dage), og de boede resten af deres liv her, de første år på Kolstrup og på Bjergegade, de sidste mange år på Kirkebakken (formentlig fra 1933.10.01, hvor de udlejer deres lejlighed på Bjergegade 2, 1. sal).
Knud Strømming har uden tvivl været en arbejdshest i sit professionelle virke. Allerede et halvt år efter sin tiltrædelse som amtsvejinspektør i Aabenraa Amt er han på forsiden af avisen Hejmdal omtalt som en meget initiativrig person, der med ildhu har påtaget sig at bringe det forsømte sønderjyske vejnet op på et moderne niveau efter mange års misligholdelse under tysk styre.
Knud Strømming deltog i en lang række faglige, sportslige og politiske sammenhænge.
Allerede et år efter sin tiltrædelse som amtsvejinspektør i Aabenraa Amt blev han valgt til bestyrelsen for Sønderjydsk Ingeniørforening, Dansk Ingeniørforenings afdeling for Sønderjylland. Denne post var kun den første af en lang række faglige tillidsposter, dels inden for Dansk Ingeniørforening, dels mere formelle organer under Ministeriet for Offentlige Arbejder.
Knud Strømming optræder som afsender på et meget stort antal notitser i diverse aviser i forbindelse med sit professionelle virke (f.eks. meddelelser om vejspærringer, indhentning af tilbud på materialer til vejarbejder etc.), men han har også forfattet et antal mere omfattende artikler om vejbyggerier i Sønderjylland, nye metoder og materialer osv. Indenfor en række meget tekniske områder var Knud Strømming en foregangsmand både i forhold til anvendelse af nye metoder og materialer men også i forhold til udvikling og produktion af samme. Det anes også, at han på et tidligt tidspunkt begyndte at gøre sig mere politiske tanker; så tidligt som i 1929 er han i et interview refereret for, at anlæggelse af cykelstier er et spørgsmål, der sikkert også bliver aktuelt i Danmark. Det politiske engagement kulminerede med valget til Aabenraa Byråd i 1946. Han ville utvivlsomt have fået en længere politisk karriere, hvis ikke døden havde indhentet ham så pludseligt og så tidligt.
Knud Strømming begyndte allerede i Hillerød at være en drivende kraft i forhold til tennissporten. Det fremgår af en større notits i Isefjordposten 1927.11.03, at han har været initiativtager til og stærkt medvirkende til, at den ene ende af Hillerødsholms Ridehus er blevet indrettet til tennisbane til brug om vinteren, hvor tennisspillerne ikke har kunnet spille på de udendørs baner. Efter at være flyttet til Aabenraa blev han valgt til formand for Aabenraa Tennisklub, en post han bestred gennem 13 år, og var en ihærdig initiativtager til anlæggelse af nye tennisbaner m.v.
Ikke kun i sit professionelle virke ser Knud Strømming ud til at have været meget moderne. Ved generalforsamlingen i Aabenraa Kommunalforening 1932.02.24 støttede han angiveligt meget aktivt et "kupforsøg", der skulle give kvinder indflydelse i den åbenbart fuldstændigt mandsdominerede forening. Denne episode har været så usædvanlig, at den blev omtalt på forsiden af Thisted Amtsavis 1932.02.26.
I bogen "Danmarks Amtsvejinspektører", Udarbejdet af amtsvejinspektørforeningen / ved P. Vilh. Pedersen, Randers 1949, er KP beskrevet således:
"STRØMMING, Pedersen Knud.
1928-1948
Født den 9. okt. 1898 i Gravergården, Åstrup Sogn, Falster, søn af gårdejer Anders Pedersen og hustru Anna Katrine Marie, f. Larsen.
1916 eksaminand, 1921 cand. polyt., 13. juni 1921-30.sep. 1928 ingeniørassistent ved Frederiksborg amts vejvæsen, 1. okt. 1928-10. dec. 1948 amtsvejinspektør i Åbenrå amt. Studierejser til Norge, Sverige, England, Holland, Belgien, Frankrig, Schweiz, Czekoslovakiet og Tyskland.
Medlem af afvandingskommissionen for Åbenrå amtsrådskreds 1936, af Åbenrå byråd 1946, af bestyrelsen for samvirkende idrætsklubber i Åbenrå 1935, formand for Åbenrå turistforening 1945, for Åbenrå tennisklub 1933-46, næstformand i lokalafdelingen landsforeningen til arbejdsløshedens bekæmpelse 1940, bestyrelsen for beskæftigelsesudvalget for grænseamterne 1944-47, bestyrelsen for andelsselskabet "Sønderjyllandshallen" 1939.
Medlem af amtsvejinspektørforeningens bestyrelse 1935-44, sekretær 1936-44, formand 1948, medlem af bestyrelsen for Dansk ingeniørforenings afdeling for Sønderjylland 1932-48, formand 1936-48, medlem af ministeriet for offentlige arbejders vejregeludvalg 1939, af samme ministeriums tekniske vejkomité 1939, formand for forsøgsudvalget 1948, medlem af forskellige tekniske udvalg under Dansk ingeniørforening.
Gift den 26. juli 1923 med Marta Elise Agnes Strøm, datter af købmand Lars Strøm og hustru Kristine Marie Marta, f. Heininge.
Død 10. dec. 1948."
Knud Strømmings død blev omtalt i en fyldig nekrolog i "Ingeniøren" og i "Dansk Vejtidsskrift".